# أملودية ثنائية التفرع
أملودية ثنائية التفرع (الاسم العلمي:Rhipsalis dichotoma) هي نوع من النباتات تتبع جنس الأملودية من الفصيلة الصبارية.